# Hesston, Kansas
Hesston là một thành phố thuộc quận Harvey, tiểu bang Kansas, Hoa Kỳ. Năm 2010, dân số của xã này là 3709 người.